# Meriones dahli
Meriones dahli là một loài động vật có vú trong họ Chuột, bộ Gặm nhấm. Loài này được Shidlovsky mô tả năm 1962.